# Ralph Hovestad
Ralph Hovestad (Bilthoven, 8 februari 1989) is een Nederlands profvoetballer die als centrale verdediger speelt.

## Clubcarrière
Hovestad speelde in de jeugd voor BVC, FC De Bilt en in de jeugdopleiding bij AFC Ajax. In het seizoen 2007-2008 speelde hij in de A-selectie van RKC Waalwijk. Daarna vertrok hij naar FC Breukelen en een jaar later keerde hij terug in het profvoetbal bij FC Volendam, waar hij debuteerde.
Na twee seizoenen maakte hij de overstap naar Topklasser USV Hercules. Hierna ging hij naar Ajax (amateurs) waarmee hij in het seizoen 2013/2014 naar de Topklasse promoveerde. Na twee seizoenen bij de amateurtak van Ajax, ging hij naar FC Lienden. Met de Betuwse Topklasser, op dat moment de algeheel amateurkampioen, won hij op 15 augustus 2015 de Supercup van de amateurs. Ook prolongeerde Hovestad met FC Lienden de titel van de Topklasse Zondag. Na één seizoen bij FC Lienden vertrok hij naar de Derde divisie club IJsselmeervogels. Met IJsselmeervogels wordt Hovestad kampioen in de Derde divisie. Het seizoen 2018-2019 speelt hij voor DOVO. Hierna tekent hij een contract voor twee seizoenen bij derdedivisionist USV Hercules. In het seizoen 2019-2020 beëindigt Hovestad zijn voetbalcarrière en gaat hij aan de slag als trainer bij IJsselmeervogels.

## Statistieken
| Seizoen   | Club             | Competitie     | Wedstr. | Goals |
| --------- | ---------------- | -------------- | ------- | ----- |
| 2007-2008 | RKC Waalwijk     | Eerste divisie | 1       | 0     |
| 2008-2009 | FC Breukelen     | Eerste klasse  | 21      | 7     |
| 2009-2010 | FC Volendam      | Eerste divisie | 14      | 0     |
| 2010-2011 | FC Volendam      | Eerste divisie | 7       | 0     |
| 2011-2012 | USV Hercules     | Eerste klasse  | 10      | 6     |
| 2012-2013 | USV Hercules     | Eerste klasse  | 24      | 7     |
| 2013-2014 | Ajax (amateurs)  | Hoofdklasse    | 18      | 3     |
| 2014-2015 | Ajax (amateurs)  | Topklasse      | 9       | 0     |
| 2015-2016 | FC Lienden       | Topklasse      | 12      | 0     |
| 2016-2017 | IJsselmeervogels | Derde divisie  | 31      | 4     |
| 2017-2018 | IJsselmeervogels | Tweede divisie | 17      | 1     |
| 2018-2019 | DOVO             | Derde divisie  | 20      | 1     |
| 2019-2020 | USV Hercules     | Derde divisie  | 15      | 1     |